# Тишбирек, Рай
Рай Тишбирек (нем. Raj Tischbierek; род. 24 сентября 1962, Лейпциг) — немецкий шахматист, гроссмейстер (1990). Тренер ФИДЕ (2011), лицензия на 2024—2027 гг.

## Биография
С шахматами познакомил его отец в пятилетнем возрасте. С девяти лет начал заниматься в клубе «Chemie Leipzig». Дважды побеждал на чемпионатах ГДР (1987 и 1990). В составе сборной ГДР участник 29-й Олимпиады (1990). В 1989 году переезжает в Берлин. В 1991 году стал работать главным редактором в журнале «Schach».

## Изменения рейтинга
| Графики недоступны из-за технических проблем. См. информацию на Фабрикаторе и на mediawiki.org. |